# Anastasia Deeva

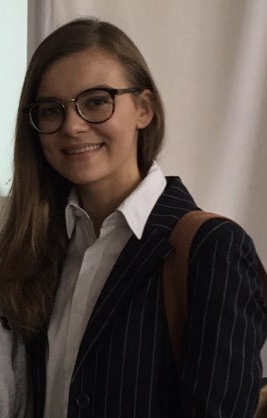
Anastasia Deeva em 2018.

Anastasia Deeva é uma política ucraniana. Em outubro de 2016, foi nomeada vice-ministra do interior de seu país.
Sua indicação levantou diversas polêmicas no país, entre as quais, por sua suposta pouca idade, já que assumiu o cargo com apenas 24 anos; por já ter trabalhado, entre 2013 e 2014, como assistente de Leonid Kozhara, um conselheiro de assuntos externos bastante próximo do então presidente ucraniano, Víktor Yanukóvytch; e por fotos com nudez parcial divulgadas na internet.